# Płońsk (comune rurale)
Płońsk è un comune rurale polacco del distretto di Płońsk, nel voivodato della Masovia.
Ricopre una superficie di 127,3 km² e nel 2004 contava 7 021 abitanti.
Il capoluogo è Płońsk, che non fa parte del territorio ma costituisce un comune a sé.